# Ferdinand Fellmann
Ferdinand Fellmann (Hirschberg im Riesengebirge, 14 dicembre 1939 – Münster, 28 ottobre 2019) è stato un filosofo tedesco.

## Biografia
Ferdinand Fellmann trascorre la sua giovinezza ad Hameln sul Weser. Dal 1959 porta a termine i corsi di Anglistica e di Filologia romanza presso le università di Münster e di Pavia. Dal 1962 al 1965 studia a Gießen, dove insegnano due dei suoi più significativi maestri: il filologo romanzo Hans Robert Jauss e il filosofo Hans Blumenberg. Nella tensione intellettuale tra Jauss (ex SS) e Blumenberg (perseguitato dal regime nazista) Fellmann cerca la sua particolare forma di pensiero. Nel 1967 consegue la promozione a Bochum e in seguito l'abilitazione nel 1973 a Münster. La sua collaborazione con Blumenberg è poi apparsa nella rivista "Information Philosophie" (2008, Heft 3, pp. 49–54). Nominato professore di Filosofia nel 1980. Nel 1985 è professore ospite a Napoli, dove lavora a traduzioni di Giordano Bruno, Giambattista Vico e Benedetto Croce. In seguito, tuttavia, abbandona gli studi storici dedicandosi a temi specifici. Rispetto alla filosofia analitica in vigore nelle università tedesche egli è rimasto a distanza. Questa sua posizione viene testimoniata negli innumerevoli contributi pubblicati nel corso degli anni ottanta nella sezione "Geisteswissenschaften" della "Frankfurter Allgemeine Zeitung" (FAZ). Nel 1994 gli viene affidato l'incarico di professore fondatore di Filosofia e Teoria della Scienza presso la Università Tecnica di Chemnitz, dove si dedica a un lavoro di sintesi del pensiero idealista con il pensiero materialista. La sua concezione della filosofia intesa come pratica per l'agire (pubblicata nel volume Orientierung Philosophie – Was sie kann, was sie will, del 1980) è stata considerata un'eresia da alcuni colleghi accademici. Ritiratosi professore emerito nel 2005, da allora vive a Münster ed è stato professore ospite nelle università di Vienna e Trento. Pensatore indipendente trasversale Fellmann non appartiene ad alcuna scuola filosofica. Suoi temi di ricerca preferiti sono la fenomenologia, l'etica e l'antropologia filosofica.

## Lavoro scientifico
L'ingresso in campo nella discussione accademica avviene nel 1975 con il volume Das Vico Axiom- Der Mensch macht die Geschichte (L'assioma di Vico: l'uomo fa la storia). Collegato alla filosofia hegeliana della formazione della storia, che avviene sotto l'influsso dello Spirito, Fellmann dà un'interpretazione cultural-antropologica della Nuova Scienza di Vico. È l'uomo stesso l'unico "autore" della storia, tuttavia non riesce a dirigerne il corso con la volontà e la coscienza. La concezione che Fellmann ha della formazione della storia è stata aspramente criticata dalla scuola idealista. Agli idealisti è apparsa troppo materialista, mentre i marxisti hanno considerato il suo libro quale opera di revisionismo tardo-borghese.
Negli anni ottanta il campo di ricerca di Fellmann si è ampliato alla teoria fenomenologica della coscienza. Nella Fenomenologia come teoria estetica (1989) egli interpreta l'insegnamento di Edmund Husserl della visione dell'essenza sull'esempio d'uno scatto fotografico 
come una presa di coscienza estetica del generale nel particolare. Un successivo sviluppo della fenomenologia in una generale teoria dei media viene presentato nella seconda edizione (nel 2009) del volume Phänomenologie zur Einführung. Con la sua teoria della coscienza dell'immagine egli si oppone al dogma dell'interpretazione linguistica del mondo. In numerosi articoli programmatici egli ha elaborato la logica della immagine come autonoma forma simbolica tra il segno e la parola. In Symbolischer Pragmatismus – Hermeneutik nach Dilthey (1991) egli esprime il primato della coscienza dell'immagine nella formula di imagic turn, la quale significa che le immagini possiedono una dimensione magica, che non si lascia cogliere totalmente in coscienza intellettiva.
L'esame dei limiti dell'analisi linguistica della coscienza ha condotto Fellmann ad una svolta sulla filosofia della vita. In Lebensphilosophie. Elemente einer Theorie der Selbsterfahrung (1993) egli fa chiaramente riconoscere che le degenerazioni ideologiche non appartengono al nucleo della filosofia della vita. Tale nucleo egli lo vede piuttosto nel fatto che l'uomo come essere in azione deve sempre fare i conti con indomabili emozioni e significati, che ostacolano le sue intenzioni razionali, mentre gli offrono anche un sostegno nella vita. Tale disposizione di filosofia della vita conduce Fellmann a un'etica con marcati tratti edonistici ed utilitaristici. Nel suo volume Die Angst des Ethiklehrers vor der Klasse. Ist Moral lehrbar?(2000) così come in Philosophie der Lebenskunst zur Einführung (2009) chiarisce che un'etica praticabile può essere sviluppata solo sulla base di una visione realistica dell'uomo.
Ad oggi la filosofia antropologica di Fellmann ha trovato la sua forma definitiva in Das Paar. Eine erotische Rechtfertigung des Menschen (2005). In analogia con l'insegnamento sulla giustificazione di Paolo di Tarso egli comprende sotto la voce giustificazione un legame emotivo per la persona amata, che non si lascia comprendere su base razionale (epistemic justification).
Fellmann fa risalire l'Eros all'interno del fenomeno genealogico come origine dell'autocoscienza dell'uomo, una posizione che cerca recentemente di sostenere su basi evoluzioniste.
In vari articoli (per esempio Das Paar als Quelle des Selbst. Zu den soziobiologischen Grundlagen der Philosophischen Anthropologie, in "Deutsche Zeitschrift für Philosophie", 57/2009/5, pp. 745–756) egli sostiene che la posizione eccentrica dell'uomo deriva dalla preminenza della sua sessualità.
Il tentativo di collegare Biologia e Filosofia viene discusso in maniera controversa da ambo le parti.

## Opere
- Philosophie der Lebenskunst zur Einführung, Hamburg 2009
- Der Liebes-Code. Schlüssel zur Polarität der Geschlechter, Berlin 2007
- Phänomenologie zur Einführung, Hamburg 2005
- Das Paar. Eine erotische Rechtfertigung des Menschen, Berlin 2005
- Die Angst des Ethiklehrers vor der Klasse. Ist Moral lehrbar?, Stuttgart 2000
- Orientierung Philosophie. Was sie kann, was sie will,  2. durchgesehene Aufl., Reinbek b. Hamburg 2000
- Lebensphilosophie. Elemente einer Theorie der Selbsterfahrung, Reinbek b. Hamburg 1993
- Symbolischer Pragmatismus. Hermeneutik nach Dilthey, Reinbek b. Hamburg 1991
- Phänomenologie als ästhetische Theorie, Freiburg/München 1989
- Phanomenologie und Expressionismus, Freiburg/München 1982
- Das Vico-Axiom: Der Mensch macht die Geschichte, Freiburg/München 1976
- Scholastik und kosmologische Reform, Münster 1971, 19882